# Bob Edwards (Fußballspieler)
Robert Henry „Bob“ Edwards (* 22. Mai 1931 in Guildford; † 29. Mai 2019 in Norfolk) war ein englischer Fußballspieler. Der linke Halbstürmer gewann 1955 mit dem FC Chelsea die englische Meisterschaft, kam jedoch nur in einem einzigen Ligaspiel zum Einsatz und wechselte kurz darauf zu Swindon Town, wo er viereinhalb Jahre als Stammspieler in der dritthöchsten Spielklasse verbrachte.

## Sportlicher Werdegang
Edwards begann seine aktive Fußballerkarriere zunächst beim FC Woking, bevor er im November 1951 mit Entlassung aus dem Militärdienst zum Erstligisten FC Chelsea wechselte. Bei den „Blues“, die zu Beginn der 1950er häufig gegen den Abstieg kämpften, kam er in der ersten Mannschaft am Boxing Day 1952 zu seinem Debüt gegen Stoke City. Im weiteren Verlauf der Saison 1952/53 absolvierte er noch weitere elf Ligapartien und mit zwei Toren gegen Tottenham Hotspur (3:2) und den FC Liverpool (3:0) im März 1953 hatte er einen Anteil daran, dass Chelsea erneut knapp der Klassenerhalt gelang. Der erhoffte sportlich Durchbruch blieb dem jungen Halbstürmer jedoch fortan verwehrt und so war sein Auftritt am 6. September 1954 bei der 0:1-Heimniederlage gegen Preston North End der letzte. Chelsea gewann in dieser Saison 1954/55 die englische Meisterschaft und bereits im Juli 1955 wechselte Edwards zum Drittligisten Swindon Town.
Gleich am ersten Spieltag der Saison 1955/56 debütierte Edwards gegen den FC Southampton (1:2) und dem ersten Tor bei diesem Einstand folgten drei weitere Treffer in den folgenden vier Spielen. Die sportlichen Erfolge blieben aber zunächst aus und einem letzten Platz im ersten Jahr folgte nur eine leichte Verbesserung als Vorletzter in der Spielzeit 1956/57, wenngleich Edwards sich zum Toptorjäger entwickelte. Im dritten Jahr zeigte die Formkurve des Vereins deutlich nach oben und nach der Sicherung des Platzes in der ab 1958 eingleisigen dritten Liga war Edwards in der Saison 1958/59 ein weiteres Mal Swindon Towns bester Torjäger.
Im Dezember 1959 heuerte Edwards für eine Ablöse von £3.000 bei Norwich City an. Dort kam er jedoch in knapp anderthalb Jahren nur in einem Ligaspiel zum Einsatz, bevor er ab März 1961 bei Northampton Town spielte, gegen die er zwei Tage zuvor in einem Freundschaftsspiel zwei Treffer erzielt hatte. Mit Northampton stieg er am Saisonende aus der Fourth Division auf, dazu hatte er an den letzten Spieltagen mit acht Treffern in 13 Einsätzen beigetragen. Ab 1962 ließ Edwards seine Fußballerlaufbahn im Non-League football ausklingen, zunächst beim FC King’s Lynn und dann bei Boston Town.
Seinen Lebensunterhalt verdiente Edwards nach seiner Fußballerkarriere als Milchmann in Sandringham, Anmer und Dersingham. 2015 feierte der vierfache Vater Diamanthochzeit.